# Warszawskie Towarzystwo Hokejowe „Sokół”
Warszawskie Towarzystwo Hokejowe „Sokół” powstało w 2000 roku jako drużyna hokejowa mająca reaktywować stołeczny hokej na trawie. Założycielem zespołu był Jakub Kumoch. Gracze Sokoła od sezonu 2003/04 występują w rozgrywkach drugiej ligi.
Najlepszym sezonem dla stołecznej drużyny był sezon 2006/07, w którym zdobyła ona dziewiętnaście punktów i brakło jej trzech punktów do awansu do turnieju finałowego II ligi w Siemianowicach Śląskich.
Obecnym prezesem Sokoła jest Kenijczyk James Ofwona, zwycięzca wyborów z dnia 21 lutego 2008 roku. Byli prezesi klubu to Jakub Kumoch oraz poseł PiS Artur Górski.